# Garganta de los Montes
Garganta de los Montes er en by og kommune i det centrale Spanien i Madrid-regionen. Den har et indbyggertal på 416 (2024) indbyggere.